# Karl von Pfeufer
Karl Sebastian von Pfeufer, född 22 december 1806 i Bamberg, död 13 september 1869 i Pertisau, var en tysk läkare.
Pfeufer blev medicine professor i Zürich 1840, i Heidelberg 1844 och i München 1852. Som forskare såg han som sin uppgift att genom en nära anslutning till fysiologin skapa en rationell medicin. Åren 1844-69 utgav han tillsammans med Friedrich Gustav Jakob Henle "Zeitschrift für rationelle Medicin", i vilken han publicerade de flesta av sina arbeten.